# آن نا
آن نا (بالإنجليزية: An Na)‏ هي كاتِبة وكاتبة للأطفال أمريكية، ولدت في 1972.

## وصلات خارجية
- الموقع الرسمي